# Погодное радио

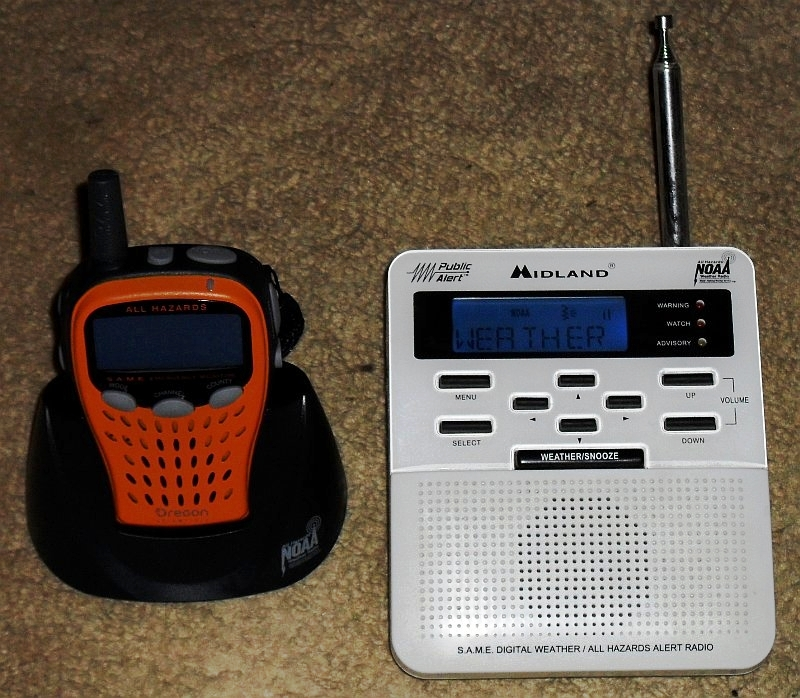
Две модели погодных приёмников: справа обычный домашний Midland WR-100, самое популярное и известное устройство, продаваемое в США, а оранжевый Oregon Scientific портативный и водонепроницаемый для работы на открытом воздухе

Погодное радио — это специализированная радиослужба для передачи погодной информации, а также специализированные радиоприёмники, предназначенные для погодных сообщений. Вещание, как правило, ведётся государственными радиостанциями, предназначенными для периодической передачи прогнозов погоды и сводок, при этом обычные сводки погоды прерываются экстренными метеорологическими сводками всякий раз, когда необходимо. Метеорологические радиостанции обычно оснащены функцией оповещения в режиме ожидания: если радио отключено или настроено на другой диапазон, а в это время передается сводка об опасной погоде, оно может автоматически подать сигнал тревоги и/или переключаться на предварительно настроенный погодный канал для получения информации о чрезвычайных ситуациях. Погодные радиослужбы также могут иногда передавать информацию о чрезвычайных ситуациях, не связанных с погодой, например, о стихийных бедствиях, тревоге при похищении ребёнка или террористических атаках.
Как правило, вещание идёт в заранее выделенном диапазоне ультракоротких волн (УКВ) с использованием частотной модуляции. Обычно для прослушивания требуется радиосканер или специальный метеорологический радиоприемник, хотя в некоторых местах метеорологическая радиопередача может ретранслироваться на AM или FM радиовещательных станциях, на наземных телевизионных станциях или в местном общественном, образовательном и государственном доступе. (PEG) каналов кабельного телевидения или во время погодных или других чрезвычайных ситуаций.

## Глобальные метеорологические радиослужбы

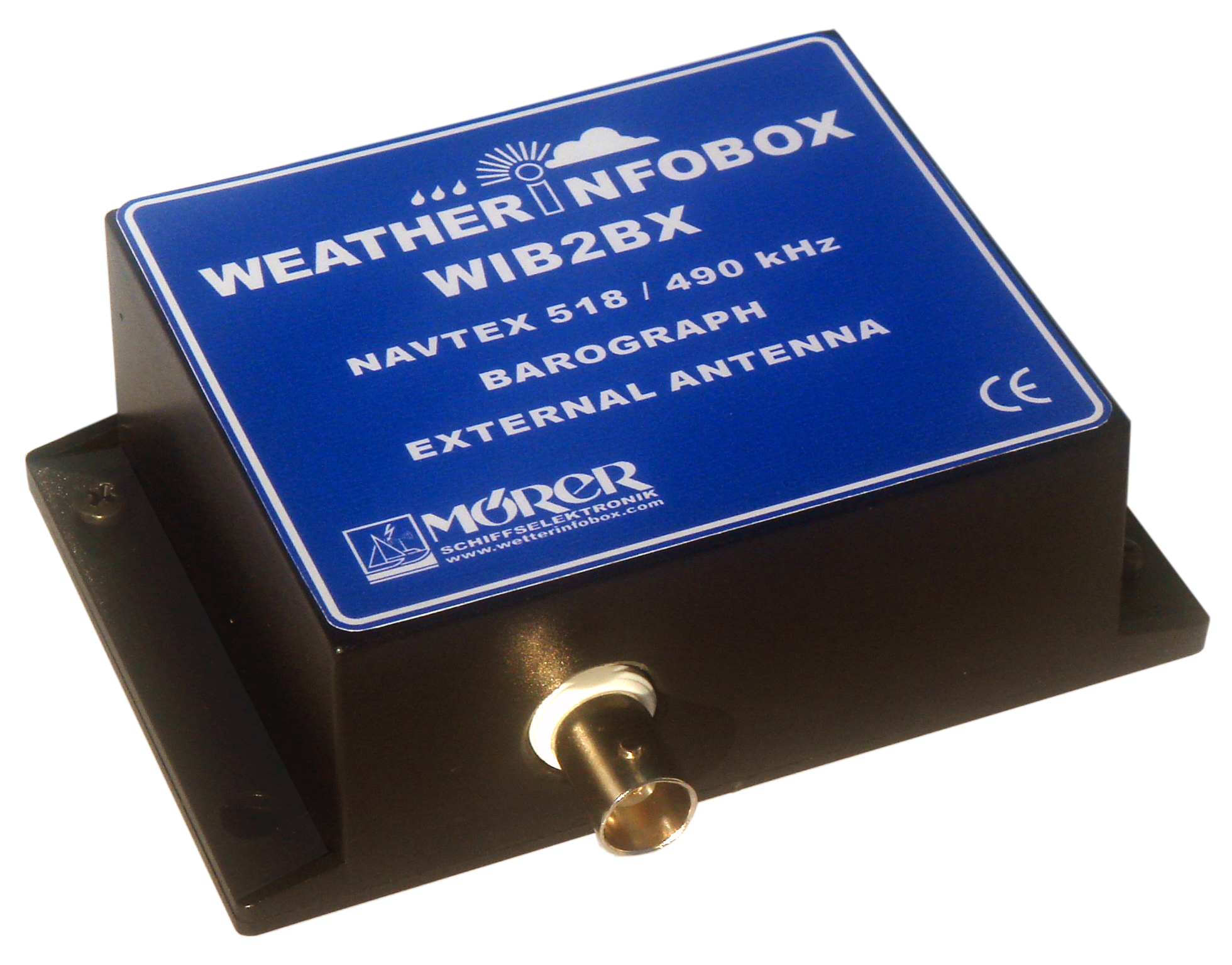
Wib2bx

И частным, и коммерческим морским судам нужны точные сводки погоды, чтобы избежать штормов, которые могут вызвать повреждение или даже затопление судна, а также вызвать дискомфорт у пассажиров. Одной из таких услуг является Navtex, низкочастотная факсимильная радиослужба.

## Метеорадиослужбы в Северной Америке
| Частота     | WX Канал | Морской канал | Настройка радио |
| ----------- | -------- | ------------- | --------------- |
| 162.400 МГц | WX2      | 36B           | 1               |
| 162.425 МГц | WX4      | 96B           | 2               |
| 162.450 МГц | WX5      | 37B           | 3               |
| 162.475 МГц | WX3      | 97Б           | 4               |
| 162.500 МГц | WX6      | 38B           | 5               |
| 162,525 МГц | WX7      | 98B           | 6               |
| 162.550 МГц | WX1      | 39B           | 7               |
| 161.650 МГц | WX#      | 21B           | пустой          |
| 161.750 МГц | WX#      | 23B           | пустой          |
| 161,775 МГц | WX#      | 83B           | пустой          |
| 162.000 МГц | WX#      | 28B           | АСМ 2           |
| 163,275 МГц | WX#      | 113B          | пустой          |

Все станции в США, Канаде и на Бермудских островах передают звуковой сигнал с частотой 1050 Гц непосредственно перед сводкой или предупреждением (в Канаде сигнал 1050 Гц используется только для предупреждения о сильной грозе, предупреждения о торнадо и ежемесячного теста). Он используется как тон для привлечения внимания и как способ активировать радиостанции, не обладающие технологией SAME.

### США
Погодное радио NOAA (NWR; также известное как NOAA Weather Radio All Hazards) представляет собой автоматизированную круглосуточную сеть из более чем 1000 радиостанций по всем США, которые передают информацию о погоде непосредственно из ближайшего офиса Национальной метеорологической службы. Полный цикл длится от 3 до 8 минут и включает прогнозы погоды и местные наблюдения, но прерывается, когда выходят рекомендации, предупреждения или отчёты о плохой погоде. Время от времени он транслирует другие события, не связанные с погодой, такие как заявления о национальной безопасности, информацию о стихийных бедствиях, заявления об экологической и общественной безопасности (например, AMBER Alert), полученные из системы оповещения о чрезвычайных ситуациях Федеральной комиссии по связи (FCC).